# Axylia bryi
Axylia bryi là một loài bướm đêm trong họ Noctuidae.